# Neomyro
Neomyro là một chi nhện trong họ Toxopidae, được mô tả đầu tiên bởi Raymond Robert Forster & C. L. Wilton năm 1973. Tính đến  tháng 5 năm 2019, chi này được ghi nhận gồm 3 loài, đều được tìm thấy ở New Zealand: N. amplius, N. circe, and N. scitulus.
Ban đầu, chi này được xếp vào họ Toxopidae, chúng được chuyển đến họ Toxopidae năm 2017.

## Các loài
- N. amplius Forster & Wilton, 1973 – New Zealand
- N. circe Forster & Wilton, 1973 – New Zealand
- N. scitulus (Urquhart, 1891) – New Zealand